# 방화죄
| |
| 형법 刑法 |
| 형법학 · 범죄 · 형벌 죄형법정주의 |
| 범죄론 |
| 구성요건 · 실행행위 · 부작위범 간접정범 · 미수범 · 기수범 · 중지범 불능범 · 상당인과관계 고의 · 고의범 · 착오 과실 · 과실범 공범 · 정범 · 공동정범 공모공동정범 · 교사범 · 방조범 |
| 항변 |
| 위법성조각사유 · 위법성 · 책임 · 책임주의 책임능력 · 심신상실 · 심신미약 · 정당행위 · 정당방위 · 긴급피난 · 오상방위 · 과잉방위 · 강요된 행위                                     |
| 죄수 |
| 상상적 경합 · 연속범 · 병합죄 |
| 형벌론 |
| 사형 · 징역 · 금고 벌금 · 구류 · 과료 · 몰수 법정형 · 처단형 · 선고형 자수 · 작량감경 · 집행유예                                                                                  |
| 대인범죄 |
| 보통살인죄 · 존속살해죄 · 자살교사·방조죄 |
| 촉탁승낙살인죄 · 영아살해죄 · 낙태죄 |
| 상관살해죄 |
| 폭행죄 · 상해치사죄 · 절도죄 |
| 성범죄 · 성매매알선 · 강간죄 |
| 유괴 · 과실치사상죄 · |
| 대물범죄 |
| 손괴죄 · 방화죄 |
| 절도죄 · 강도죄 · 사기죄 |
| 사법절차 방해죄 |
| 공무집행방해죄 · 뇌물죄 |
| 위증죄 · 배임죄 |
| 미완의 범죄 |
| 시도 · 모의 · 공모 |
| 형법적 항변 |
| 자동증, 음주 & 착오 |
| 정신 이상 · 한정책임능력 |
| 강박 · 필요 |
| 도발 · 정당방위 |
| 다른 7법 영역 |
| 헌법 · 민법 · 형법 |
| 민사소송법 · 형사소송법 · 행정법 |
| 포털: 법 · 법철학 · 형사정책 |
| v • d • e • h |

방화죄(放火罪)는 대한민국 형법상의 죄로 불을 놓아 목적물을 소훼(燒毁)하는 죄(164조-168조와 174조-176조)이다.

## 보호법익
본죄의 보호 법익은 공공의 평온이며 공공위험죄(公共危險罪)의 하나이다. 그러나 목적물의 소유권이 고려되는 경우도 있다.

## 태양
목적물에 따라 여러 가지의 태양(態樣)이 있다. (1) 불을 놓아 사람의 주거에 사용하거나 사람의 현존하는 건조물·기차·전차·자동차·선박·항공기 또는 광갱(鑛坑)을 소훼하는 죄. 무기 또는 3년 이상의 징역에 처한다(164조 전단). 이로 인하여 사람을 사상에 이르게 한 때에는 형을 가중한다(164조 후단). 여기에서 '사람'이란 범인 이외의 자를 말하며 건조물 등의 소유권이 범인에 속하는지는 불문한다. '소훼'는 화력에 의한 물건의 손괴를 말하며 어느 정도에 이르러야 소훼라고 할 수 있는가에 관하여는 ( 방화의 매개물(媒介物)을 떠나서 목적물이 독립하여 연소를 계속하는 상태에 이르는 것으로 족하다는 '독립연소설(판례의 입장)', ( 목적물의 중요한 부분이 소실하여 그 효력을 잃었음을 요한다는 '효력상실설'(통설의 입장), ( 목적물의 중요한 부분의 연소개시 또는 손괴죄의 성립에 필요한 정도의 손괴라고 보는 '절충설' 등이 있다.
대한민국 판례는 '화력에 의하여 목적물의 일부가 손괴되면 그 전부가 손괴되거나 그 본질적 효용이 상실되지 않더라도 소훼의 기수(旣遂)가 된다'고 보고 있다. (2) 불을 놓아 공용(公用) 또는 공익(公益)에 공하는 건조물 등을 소훼하는 죄(165조). (3) 불을 놓아 (가·나)에 기재한 이외의 건조물 등을 소훼하는 죄(166조). (4) 불을 놓아 자기 소유에 속하는 (3)의 물건을 소훼하여 공공의 위험을 발생하게 하는 죄(166조 2항,176조 참조). 구체적 위험범이며 (3)보다 형이 가볍다. (5) 불을 놓아 (1)·(2)·(3)·(4)에 기재한 이외의 물건을 소훼하여 공공의 위험을 발생하게 하는 죄(167조 1항). (6) 그 물건이 자기의 소유에 속한 때에는 형이 가볍다(167조 2항). 그리고 (1)·(2)·(3)의 미수범(174조)과 예비·음모(175조 본문)도 처벌한다. 다만 후자의 경우에 실행에 이르기 전에 자수한 때에는 형을 감면한다(175조단서). 그리고 (4) 또는 (6)의 죄를 범하여 (1)·(2)·(3)에 기재한 물건에 연소(延燒)하거나 (6)의 죄를 범하여 (5)에 기재한 물건에 연소한 때에는 '연소죄(延燒罪)'(168조 1항·2항)로써 처벌한다. 이는 결과적 가중범의 일종이다.

## 판례

#### 무주물도 자기의 물건
- 형법 제167조 제2항은 방화의 객체인 물건이 자기의 소유에 속한 때에는 같은 조 제1항보다 감경하여 처벌하는 것으로 규정하고 있는바, 방화죄는 공공의 안전을 제1차적인 보호법익으로 하지만 제2차적으로는 개인의 재산권을 보호하는 것이라고 볼 수 있는 점, 현재 소유자가 없는 물건인 무주물에 방화하는 경우에 타인의 재산권을 침해하지 않는 점은 자기의 소유에 속한 물건을 방화하는 경우와 마찬가지인 점, 무주의 동산을 소유의 의사로 점유하는 경우에 소유권을 취득하는 것에 비추어(민법 제252조) 무주물에 방화하는 행위는 그 무주물을 소유의 의사로 점유하는 것이라고 볼 여지가 있는 점 등을 종합하여 보면, 불을 놓아 무주물을 소훼하여 공공의 위험을 발생하게 한 경우에는 ‘무주물’을 ‘자기 소유의 물건’에 준하는 것으로 보아 형법 제167조 제2항을 적용하여 처벌하여야 한다.[1]

#### 건조물 정의
- ｢형법｣상 방화죄의 객체인 ‘건조물’은 토지에 정착되고 벽 또는 기둥과 지붕 또는 천장으로 구성되어 사람이 내부에 기거하거나 출입할 수 있는 공작물을 말하고, 반드시 사람의 주거용 이어야 하는 것은 아니라도 사람이 사실상 기거·취침에 사용할 수 있는 정도는 되어야 한다[2]

### 현존건조물방화죄
- 방화범이 불을 놓은 집에서 빠져나오려는 피해자를 막아 소사케 하였다면 현주건조물방화죄와 살인죄의 실체적 경합범이 성립한다.[3]

#### 실행착수
- 피해자의 사체 위에 옷가지 등을 올려놓고 불을 붙인 천조각을 던져서 그 불길이 방안을 태우면서 천정에까지 옮겨 붙었다면 도중에 진화되었다고 하더라도 일단 천정에 옮겨 붙은 때에 이미 현주건조물방화죄의 기수에 이른 것이다[4]
- 방화의 의사로 뿌린 휘발유가 인화성이 강한 상태로 주택주변과 피해자의 몸에 적지 않게 살포되어 있는 사정을 알면서도 라이터를 켜 불꽃을 일으킴으로써 피해자의 몸에 불이 붙은 경우, 현존건조물방화죄의 실행의 착수가 인정된다.[5]

#### 범의
- 동거인과 가정불화가 악화되어 홧김에 죽은 동생의 유품으로 보관하던 서적 등을 뒷마당에 내어놓고 불태워 버리려 했던 점이 인정될 뿐 동거인 소유의 가옥을 불태워 버리겠다고 결정하여 불을 놓았다고 볼 수 없다면 현주건조물방화의 범의가 있었다고 할 수 없다.[6]

#### 현주건조물방화치사상죄
- 甲은 乙을 살해하기 위하여 乙의 집으로 갔으나, 乙은 집에 없고 乙의 처 丙이 자신을 알아보자 丙을 야구방망이로 강타하여 실신시킨 후 이불을 뒤집어 씌우고 석유를 뿌려 방화함으로써 乙의 집을 전소케 하고 丙을 사망케 한 경우 甲은 현주건조물방화치사죄가 성립한다[7]
- 甲은 현주건조물에 방화를 한 후 불이 붙은 집에서 빠져 나오려는 乙이 탈출하지 못하도록 방문 앞에 버티어 서서 지킨 결과 乙을 소사케 한 경우, 甲은 현주건조물방화죄와 [[[살인죄]]의 실체적 경합이 성립한다.[8]
- 甲이 乙의 재물을 강취한 뒤 乙을 살해할 의사로 乙의 집에 방화하여 乙을 살해한 행위는 강도살인죄와 현주건조물방화치사죄의 상상적 경합이 성립한다[9]
- 공무집행을 방해하는 집단행위의 과정에서 일부 집단원이 고의로 현주건조물에 방화행위를 하여 공무원에게 사상의 결과를 초래한 경우, 그 방화행위 자체에 공모가담하지 않은 다른 집단원은 현주건조물방화치사상죄로 의율할 수 없다.[10]
- 모텔 방에 투숙한 자가 과실로 담뱃불이 휴지와 침대시트에 옮겨 붙게 함으로써 화재를 발생하게 한 후, 화재 발생 사실을 안 상태에서 모텔을 빠져나오면서 모텔 주인이나 다른 투숙객들에게 이를 알리지 아니하여 사상에 이르게 하였더라도 그 사정만으로는 부작위에 의한 현주건조물방화치사상죄가 성립하지 아니한다.[11]

## 관련 조문
- 대한민국 형법 제164조
- 대한민국 형법 제165조
- 대한민국 형법 제166조
- 대한민국 형법 제167조
- 대한민국 형법 제168조
- 대한민국 형법 제174조
- 대한민국 형법 제175조
- 대한민국 형법 제176조
- 현주건조물방화치사상죄
- 현주건조물방화치사죄
- 방화치사상죄
- 일반물건방화죄

1. ↑  대법원 2009. 10. 15. 선고 2009도7421 판결
2. ↑  대법원 2013. 12. 12.선고 2013도3950 판결
3. ↑  대판 1983.1.18, 82도2341
4. ↑  대법원 2007. 3. 16. 선고 2006도9164 판결
5. ↑  대판 2002.3.26, 2001도6641
6. ↑  대판 1984.7.24, 84도1245
7. ↑  대판 1996.4.26, 96도485
8. ↑  대판 1983.1.18, 82도2341
9. ↑  대판 1998.12.8, 98도3416
10. ↑  대판 1990.6.26, 90도765
11. ↑  대판 2010.1.14, 2009도12109